# Bohol
Bohol je název ostrova, který je součástí Visajského souostroví v jiho-centrální části Filipínské republiky. Stejnojmenná provincie Bohol (v cebuánštině Lalawigan sa Bohol; v tagalogu Lalawigan ng Bohol) sestává z toho ostrova a dalších 75 menších okolních ostrůvků (mimo jiné Panglao, Lapinig). Se svojí rozlohou 4821 km² je Bohol desátý největší filipínský ostrov. Správním střediskem provincie a největším městem je Tagbilaran. Počet jejích obyvatel je přibližně 1,39 milionu.

## Historie
16. března 1565 dorazily na ostrov lodě španělských objevitelů a conquistadorů v čele s Miguelem Lópezem de Legazpi. Domorodé obyvatelstvo bylo přátelské a tak si de Legazpi s náčelníkem Datu Sikatunou připil z poháru vína a krve, jako znamení přátelství mezi dvěma národy. Rok 1565 je počátkem španělské kolonizace Filipín. Na začátku 17. století začali jezuité evangelizovat zdejší obyvatelstvo. Během španělské nadvlády proběhly na ostrově dvě významnější revolty. Povstání Tamblot se odehrálo v roce 1621 a 1622. Rebelie Dagohoy (1744–1829) je považována za nejdelší ve filipínské historii.
Stejně jako zbytek souostroví byl Bohol mezi roky 1900 a 1942 americkou kolonií. Mezi roky 1942 a 1945 byl pod kontrolou Japonska a od 1946 součástí nezávislých Filipín.

## Přírodní podmínky
Na západ od Boholu se rozkládá ostrov Cebu, na severovýchodě Leyte, jihozápadně Siquijor, jižně pak Mindanao. Nejbližší vodní plochy okolo ostrova jsou Boholské a Camotské moře a průliv Cebu. Nejvyšším bodem ostrova je vrchol Mayana o nadmořské výšce 870 m n. m. Ve vnitrozemí ostrova se nacházejí Čokoládové vrchy – kuželovité vápencové kopce, jejichž svahy jsou porostlé trsy tvrdé trávy, které v období sucha od února do května tak vyschnou, že se kopce zbarví do čokoládově hnědé. Po přívalech vydatných tropických dešťů se kopce opět zazelenají. Klima na Boholu je převážně suché; největší srážky jsou mezi měsíci červen a říjen. Vnitrozemí je chladnější než pobřeží ostrova.

## Administrativní správa
Z administrativního hlediska je provincie Bohol součástí regionu Střední Visayské ostrovy. Sestává z 47 obcí a jednoho města:
- Tagbilaran (město)
- Alburquerque
- Alicia
- Anda
- Antequera
- Baclayon
- Balilihan
- Batuan
- Bien Unido
- Bilar
- Buenavista
- Calape
- Candijay
- Carmen
- Catigbian
- Clarin
- Corella
- Cortes
- Dagohoy
- Danao
- Dauis
- Dimiao
- Duero
- Garcia Hernandez
- Guindulman
- Inabanga
- Jagna
- Jetafe
- Lila
- Loay
- Loboc
- Loon
- Mabini
- Maribojoc
- Panglao
- Pilar
- Pres. Carlos P. Garcia
- Sagbayan
- San Isidro
- San Miguel
- Sevilla
- Sierra Bullones
- Sikatuna
- Talibon
- Trinidad
- Tubigon
- Ubay

## Fotogalerie

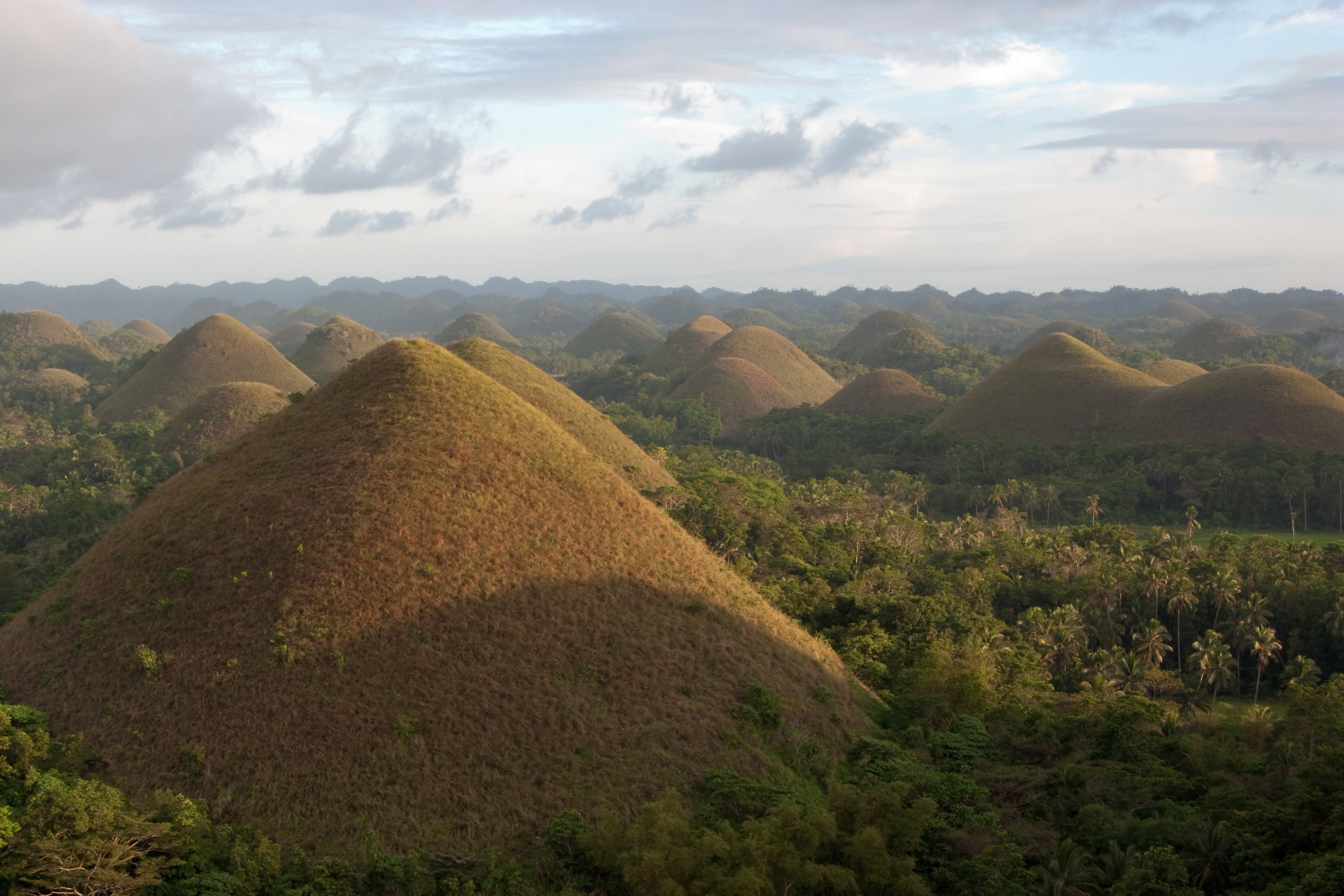
Chocolate Hills
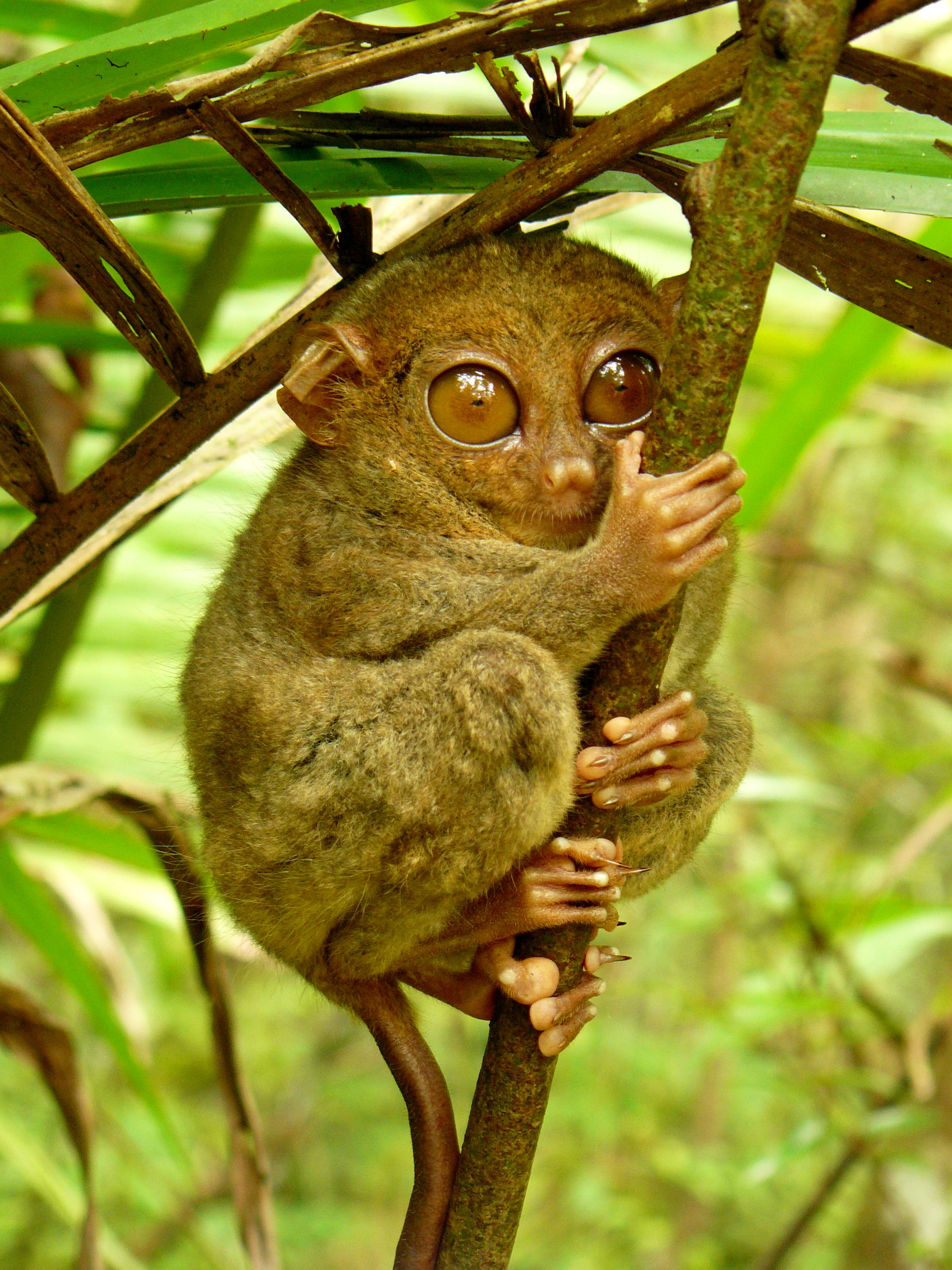
Nártoun filipínský
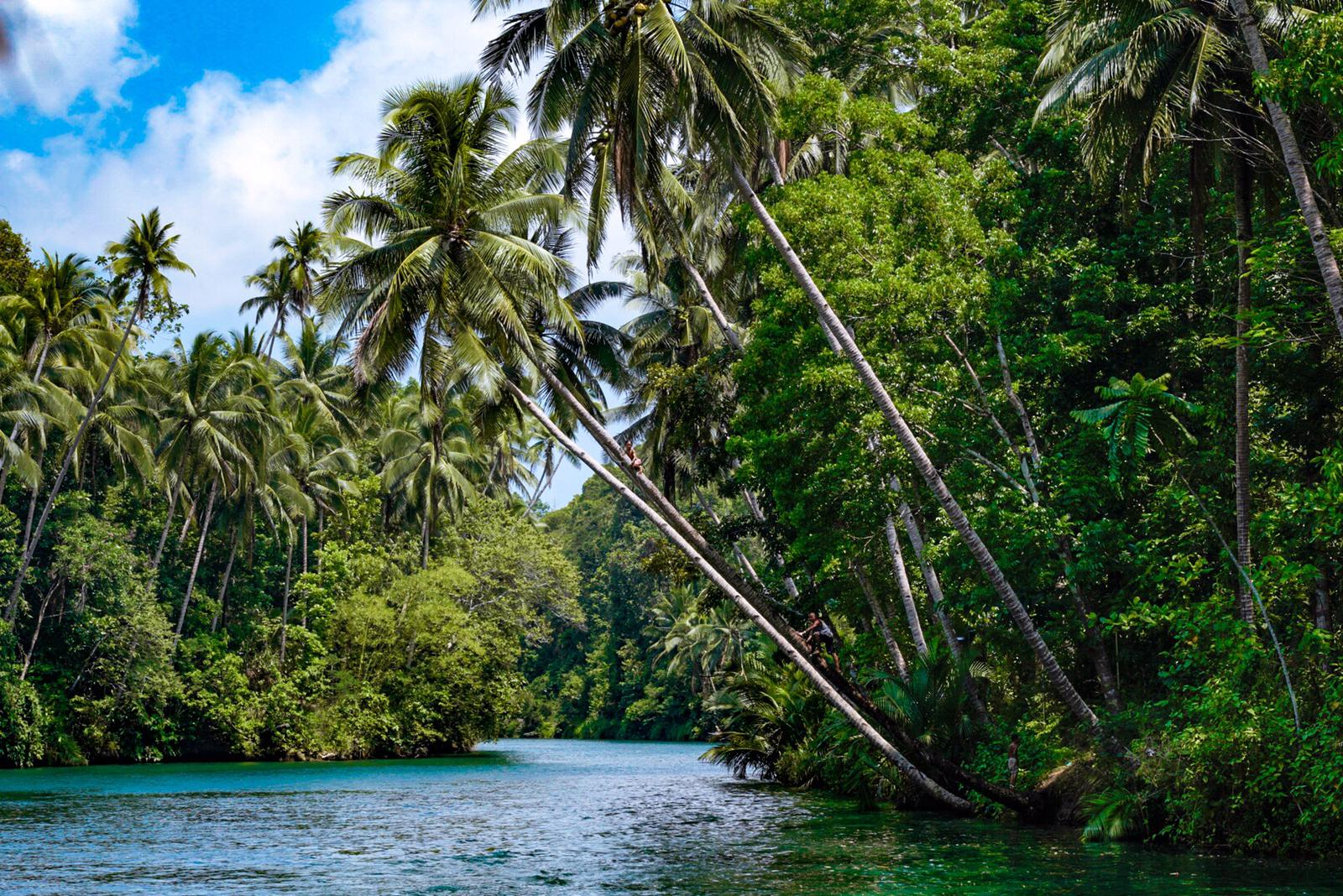
řeka Loboc
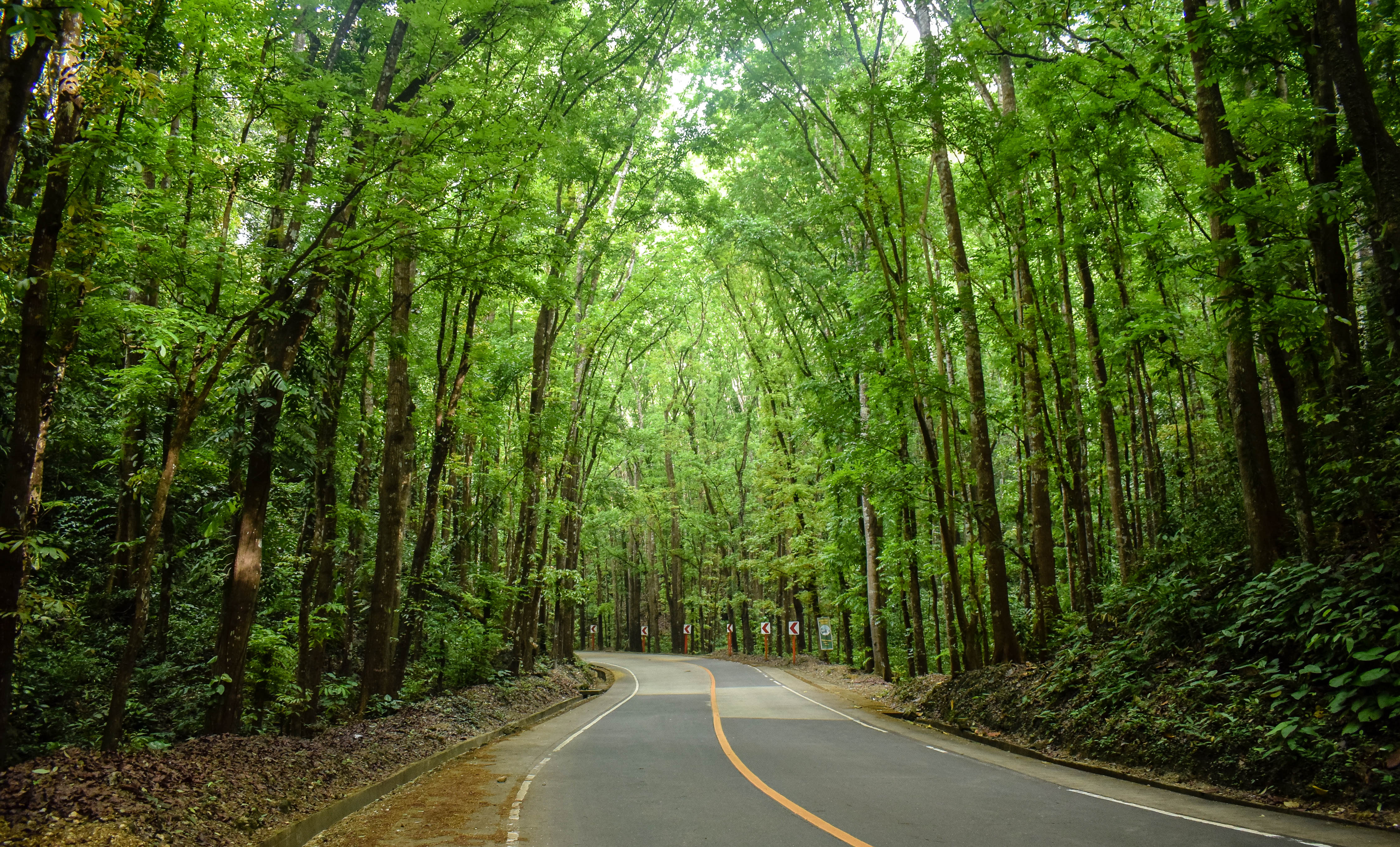
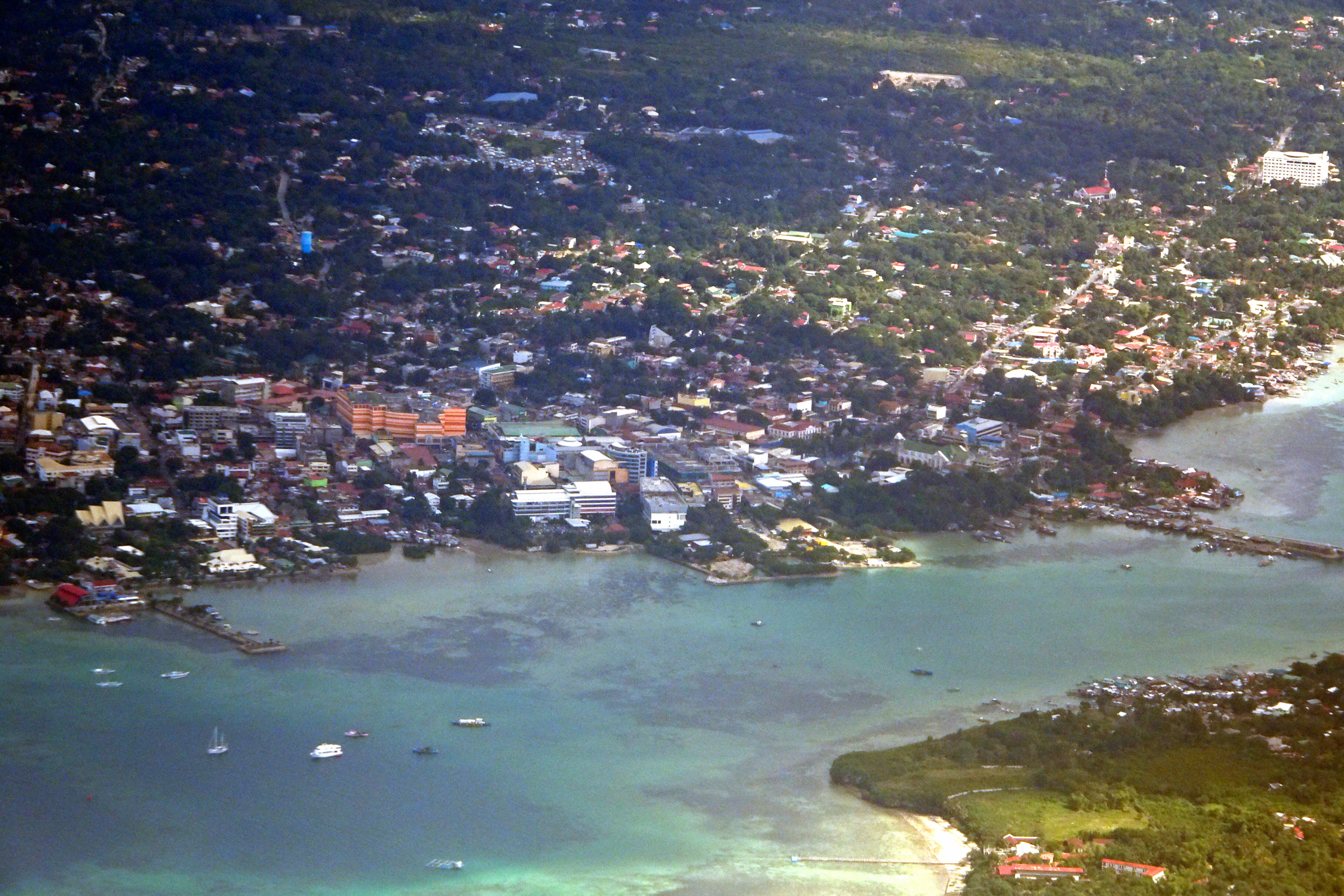
Tagbilaran